# OpenQASM
Open Quantum Assembly Language (OpenQASM) é uma linguagem de programação projetada para descrever circuitos e algoritmos quânticos para execução em computadores quânticos. Ela é projetada para ser uma representação intermediária que pode ser usada por compiladores de nível superior para se comunicar com hardware quântico, e permite a descrição de uma ampla gama de operações quânticas, bem como controle de fluxo clássico baseado em resultados de medição.
A linguagem inclui um mecanismo para descrever explicitamente o tempo de instruções e permite a vinculação de definições de baixo nível aos portões para tarefas como calibração. OpenQASM não é destinado à computação clássica de propósito geral, e implementações de hardware da linguagem podem não suportar a gama completa de manipulação de dados descrita na especificação. Compiladores para OpenQASM devem oferecer suporte a uma ampla gama de operações clássicas para constantes de tempo de compilação, mas o suporte para essas operações em valores de tempo de execução pode variar entre as implementações.
A linguagem foi primeiramente descrita em um artigo publicado em julho de 2017, e uma implementação de código-fonte de referência foi lançada como parte do Kit de Software de Informações Quânticas da IBM (Qiskit) para uso com sua plataforma de computação quântica em nuvem, a IBM Quantum Experience.
A linguagem possui qualidades semelhantes às tradicionais linguagens de descrição de hardware como Verilog.

OpenQASM define sua versão no início de um arquivo fonte como um número, como na declaração: 
```
OPENQASM
 
3
;

```

O nível das implementações originais publicadas do OpenQASM é OpenQASM 2.0. A versão 3.0 da especificação é a atual e pode ser visualizada no repositório OpenQASM no GitHub.

## Exemplos
A seguir está um exemplo de código-fonte OpenQASM da biblioteca oficial. O programa adiciona dois números de quatro bits.
```
/*

 * somador quântico de carry em cascata

 * Cuccaro et al, quant-ph/0410184

 */

OPENQASM
 
3
;

include
 
"stdgates.inc"
;

porta
 
maioria
 
a
,
 
b
,
 
c
 
{

    
cx
 
c
,
 
b
;

    
cx
 
c
,
 
a
;

    
ccx
 
a
,
 
b
,
 
c
;

}

porta
 
desmaioria
 
a
,
 
b
,
 
c
 
{

    
ccx
 
a
,
 
b
,
 
c
;

    
cx
 
c
,
 
a
;

    
cx
 
a
,
 
b
;

}

qubit
[
1
]
 
cin
;

qubit
[
4
]
 
a
;

qubit
[
4
]
 
b
;

qubit
[
1
]
 
cout
;

bit
[
5
]
 
ans
;

uint
[
4
]
 
a_in
 
=
 
1
;
  
// a = 0001

uint
[
4
]
 
b_in
 
=
 
15
;
 
// b = 1111

// inicializar qubits

reset
 
cin
;

reset
 
a
;

reset
 
b
;

reset
 
cout
;

// definir estados de entrada

para
 
i
 
de
 
[
0
:
 
3
]
 
{

  
se
(
bool
(
a_in
[
i
]))
 
x
 
a
[
i
];

  
se
(
bool
(
b_in
[
i
]))
 
x
 
b
[
i
];

}

// adicionar a a b, armazenando o resultado em b

maioria
 
cin
[
0
],
 
b
[
0
],
 
a
[
0
];

para
 
i
 
de
 
[
0
:
 
2
]
 
{
 
maioria
 
a
[
i
],
 
b
[
i
 
+
 
1
],
 
a
[
i
 
+
 
1
];
 
}

cx
 
a
[
3
],
 
cout
[
0
];

para
 
i
 
de
 
[
2
:
 
-
1
:
 
0
]
 
{
 
desmaioria
 
a
[
i
],
b
[
i
+
1
],
a
[
i
+
1
];
 
}

desmaioria
 
cin
[
0
],
 
b
[
0
],
 
a
[
0
];

medir
 
b
[
0
:
3
]
 
->
 
ans
[
0
:
3
];

medir
 
cout
[
0
]
 
->
 
ans
[
4
];

```